# Горка (Фалилеевское сельское поселение)
Го́рка — деревня в Фалилеевском сельском поселении Кингисеппского района Ленинградской области.

## История
На карте Ингерманландии А. И. Бергенгейма, составленной по шведским материалам 1676 года, она обозначена как деревня Walkoviby.
На шведской «Генеральной карте провинции Ингерманландии» 1704 года — как деревня Gårka.
Деревня Горка упоминается на карте Ингерманландии А. Ростовцева 1727 года.
На карте Санкт-Петербургской губернии Ф. Ф. Шуберта 1834 года обозначена деревня Горки и при ней мыза Помещика Берхмана.

ГОРКА — мыза принадлежит генерал-майору Берхману, число жителей по ревизии: 10 м. п., 5 ж. п.

ГОРКА — деревня принадлежит генерал-майору Берхману, число жителей по ревизии: 46 м. п., 45 ж. п. (1838 год)

В пояснительном тексте к этнографической карте Санкт-Петербургской губернии П. И. Кёппена 1849 года она записана как деревня Gorka (Горка) и указано количество её жителей на 1848 год: савакотов — 4 ж. п., русских — 67 человек.
Согласно карте профессора С. С. Куторги 1852 года деревня называлась  Горки, к востоку от неё обозначена мыза Берхмана.

ГОРКА — деревня наследников генерал-майора Берхмана, 10 вёрст по почтовой дороге, а остальное по просёлкам, число дворов — 11, число душ — 30 м. п. (1856 год)

ГОРКИ — деревня, число жителей по X-ой ревизии 1857 года: 39 м. п., 40 ж. п., всего 79 чел.

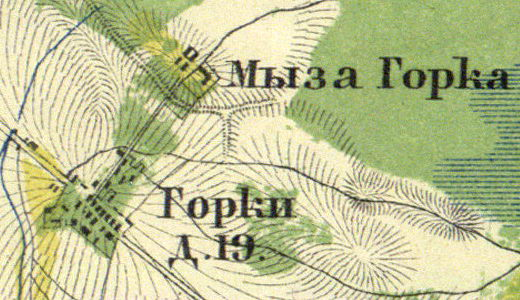
Деревня и мыза Горка на карте 1860 года

Согласно «Топографической карте частей Санкт-Петербургской и Выборгской губерний» в 1860 году деревня называлась Горки и насчитывала 19 дворов, к северу от деревни располагалась мыза Горка.

ГОРКА — мыза владельческая при колодцах, число дворов — 1, число жителей: 2 м. п., 3 ж. п.

ГОРКА — деревня владельческая при колодцах, число дворов — 30, число жителей: 82 м. п., 87 ж. п. (1862 год)

В 1874 году временнообязанные крестьяне деревни выкупили свои земельные наделы у наследников К. Ф. И. Берхмана и стали собственниками земли.

ГОРКИ — деревня, по земской переписи 1882 года: семей — 18, в них 46 м. п., 40 ж. п., всего 86 чел.

Согласно материалам по статистике народного хозяйства Ямбургского уезда 1887 года мыза Горка площадью 234 десятины принадлежала ямбургскому мещанину из остзейских уроженцев Т. М. Киверу и эстляндскому уроженцу М. А. Вербергу, мыза была приобретена в 1879 году за 9000 рублей.

ГОРКИ — деревня, число хозяйств по земской переписи 1899 года — 16, число жителей: 44 м. п., 45 ж. п., всего 89 чел.;
 разряд крестьян: бывшие владельческие; народность: русская

В конце XIX — начале XX века деревня административно относилась к Ратчинской волости 2-го стана Ямбургского уезда Санкт-Петербургской губернии.
По данным «Памятных книжек Санкт-Петербургской губернии» за 1900 и 1905 годы мыза Горка площадью 231 десятина принадлежала мещанину Михаилу Антоновичу Вейбергу.
С 1917 по 1923 год деревня Горка входила в состав Кайболовского сельсовета Ратчинской волости Кингисеппского уезда.
С 1923 года в составе Котельской волости.
С 1924 года в составе Тютицкого сельсовета.
С 1925 года в составе Кайболовского сельсовета.
Согласно данным переписи населения СССР 1926 года в деревне Горка проживали 124 человека — большинство русские, а также эстонцы.
С 1927 года в составе Котельского района.
В 1928 году население деревни Горка также составляло 124 человека.
С 1931 года в составе Кингисеппского района.
По данным 1933 года деревня Горка входила в состав Кайболовского сельсовета Кингисеппского района.

План деревни Горка. 1938 год

Согласно топографической карте 1938 года деревня насчитывала 23 двора. К северу от деревни находился посёлок Калинина.
C 1 августа 1941 года по 31 января 1944 года деревня находилась в оккупации.
С 1954 года в составе Удосоловского сельсовета.
В 1958 году население деревни Горка составляло 73 человека.
С 1959 года вновь в составе Кайболовского сельсовета.
По данным 1966, 1973 и 1990 годов деревня также находилась в составе Кайболовского сельсовета.
В 1997 году в деревне Горка проживали 15 человек, деревня входила в состав Кайболовской волости с административным центром в деревне Домашово, в 2002 году — 24 человека (русские — 88 %), в 2007 году — 17 человек.

## География
Деревня расположена в восточной части района на автодороге 41К-112 (Домашово — Большое Руддилово).
Расстояние до административного центра поселения — 4 км.
Расстояние до ближайшей железнодорожной станции Котлы — 14,5 км.

## Демография
| 1862 | 2007 | 2010 | 2017 |
| ---- | ---- | ---- | ---- |
| 174  | ↘17  | ↘8   | ↗20  |

### Национальный состав
Согласно данным Всероссийской переписи населения 2021 года в деревне проживали 17 человек, все русские.